# Colonne mariale de Hradec Králové
La colonne mariale (en tchèque Mariánský sloup) ou colonne de la peste est une colonne commémorative baroque en grès située sur la Grande place de Hradec Králové, en Tchéquie. Elle a été construite de 1714 à 1717 en remerciement à la Vierge Marie pour avoir épargné Hradec Králové de l'épidémie de peste ayant frappé la Bohême en 1713.

## Histoire
Lorsque l'épidémie de peste faisait rage en Bohême en 1713, une procession s'est rendue de Hradec Králové à Chrudim le 6 novembre, où les membres de la municipalité promettaient que si la ville était épargnée par la peste, ils érigeraient une statue mariale. La peste ayant évité la ville, le pilori fut retiré du milieu de la Grande Place et un piédestal fut érigé à sa place, puis la colonne elle-même et les statues furent placées aux extrémités. Les travaux ultimes comprenaient l'ajout d'éléments métalliques et de dorures. La colonne fut achevée en 1717, mais sa consécration par l'évêque de Hradec n'eut lieu que le 24 août 1718. La reine Eléonore de Neubourg a également contribué à la construction de la colonne avec un don d'un montant de trois ans de péages routiers.
En 1791, les soldats brandebourgeois voulaient démolir la colonne afin de gagner plus d'espace pour leur campement sur la place, mais à la demande des habitants, ils abandonnèrent leur projet.

## Description

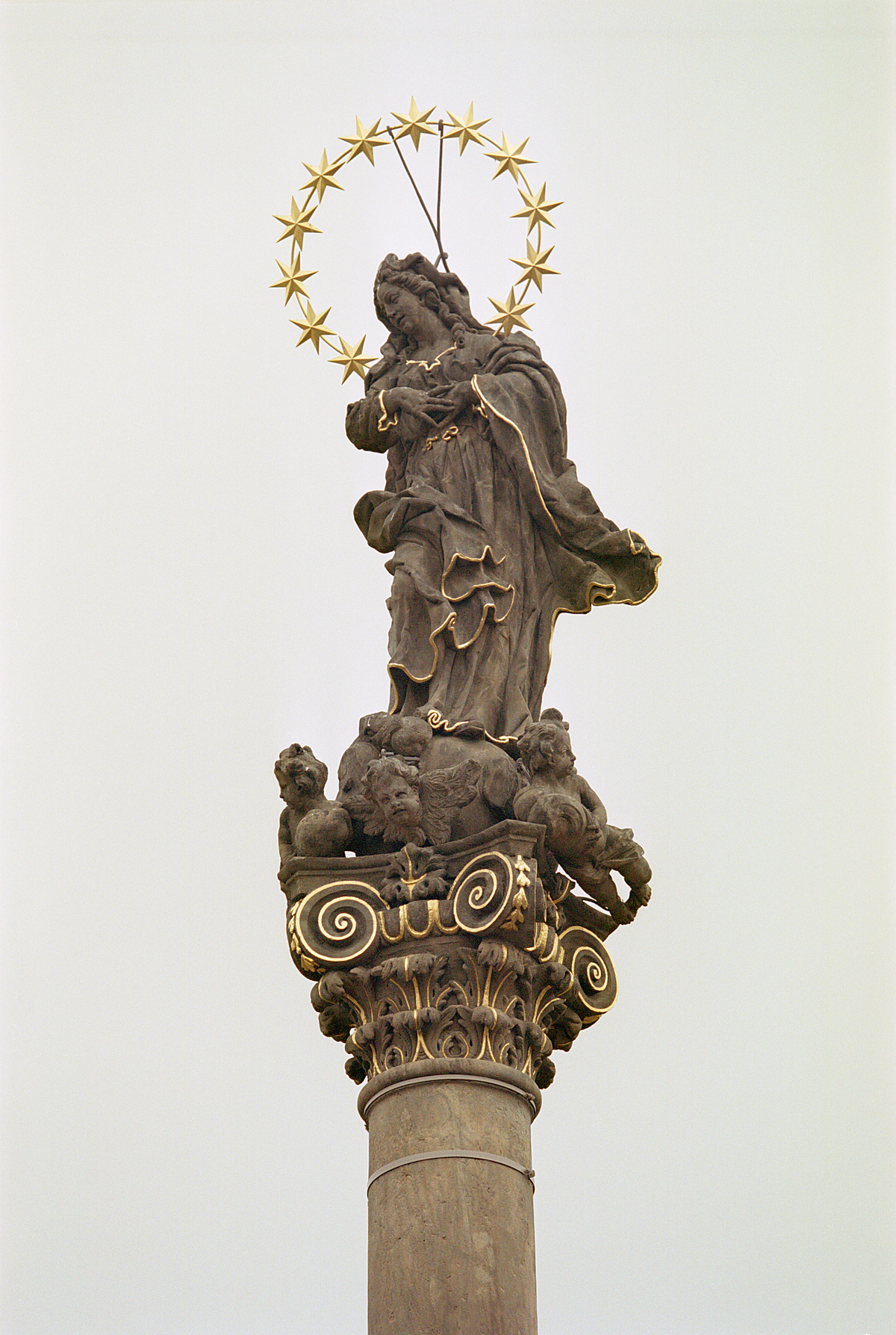
Détail de la statue de la Vierge Marie avec des anges

Le monument mesure 19 mètres de haut et se compose d'une colonne avec une statue de la Vierge Marie, posée sur un socle à quatre côtés avec quatre statues, complété par quatre autres statues sur des socles séparés et une enceinte en forme de balustrade. Le matériau est du grès gris clair, importé à l'origine de la carrière de Boháňka près de Hořice.
La statue de la Vierge Marie se dresse en haut de la colonne, debout sur un globe, elle est couronnée d'un halo d'étoiles dorées à six branches autour de sa tête. A ses pieds se trouvent des figures angéliques, et autour du socle à quatre côtés se trouvent des statues de saint Charles Borromée, saint Jean Népomucène, saint Joachim et sainte Ludmila, avec sainte Rosalie de Palerme – sainte contre la peste, ainsi qu'un relief avec les armoiries de l'empire et un relief de saint François Xavier. Les statues de saint Venceslas, saint Joseph, saint Sébastien et saint Laurent sont placées sur des socles séparés dans la balustrade.